# Peugeot 306
Peugeot 306 byl automobil nižší střední třídy francouzské automobilky Peugeot. Výroba probíhala v letech 1993 až 2002. Kromě tří- a pětidveřového hatchbacku se vyráběl i kabriolet, sedan a kombi. Nahradil Peugeot 309 a jeho nástupce byl Peugeot 307.

## Historie
Na jaře 1993 se představily obě varianty hatchbacku se zážehovými motory. Na podzim přibyly motory vznětové. Už o rok později byla nabídka motorů obměněna, přibyly sportovní verze XSi a S16 a verze Cabrio a Sedan. Ten měl objem zavazadlového prostoru 463 litrů. Od roku 1996 byla verze S16 vybavována šestistupňovou převodovkou. V roce 1997 prošel model faceliftem a v roce 1999 získaly přední světlomety čirou optiku. Z nabídky byl vypuštěn model XSi a přibylo kombi 306 Break. Od roku 2000 přestala být nabízena verze S16. Do standardní výbavy bylo přidáno ABS. V nárazových testech Euro NCAP získal v roce 1998 tři hvězdičky z pěti možných. Je velmi podobný Peugeotu 106.

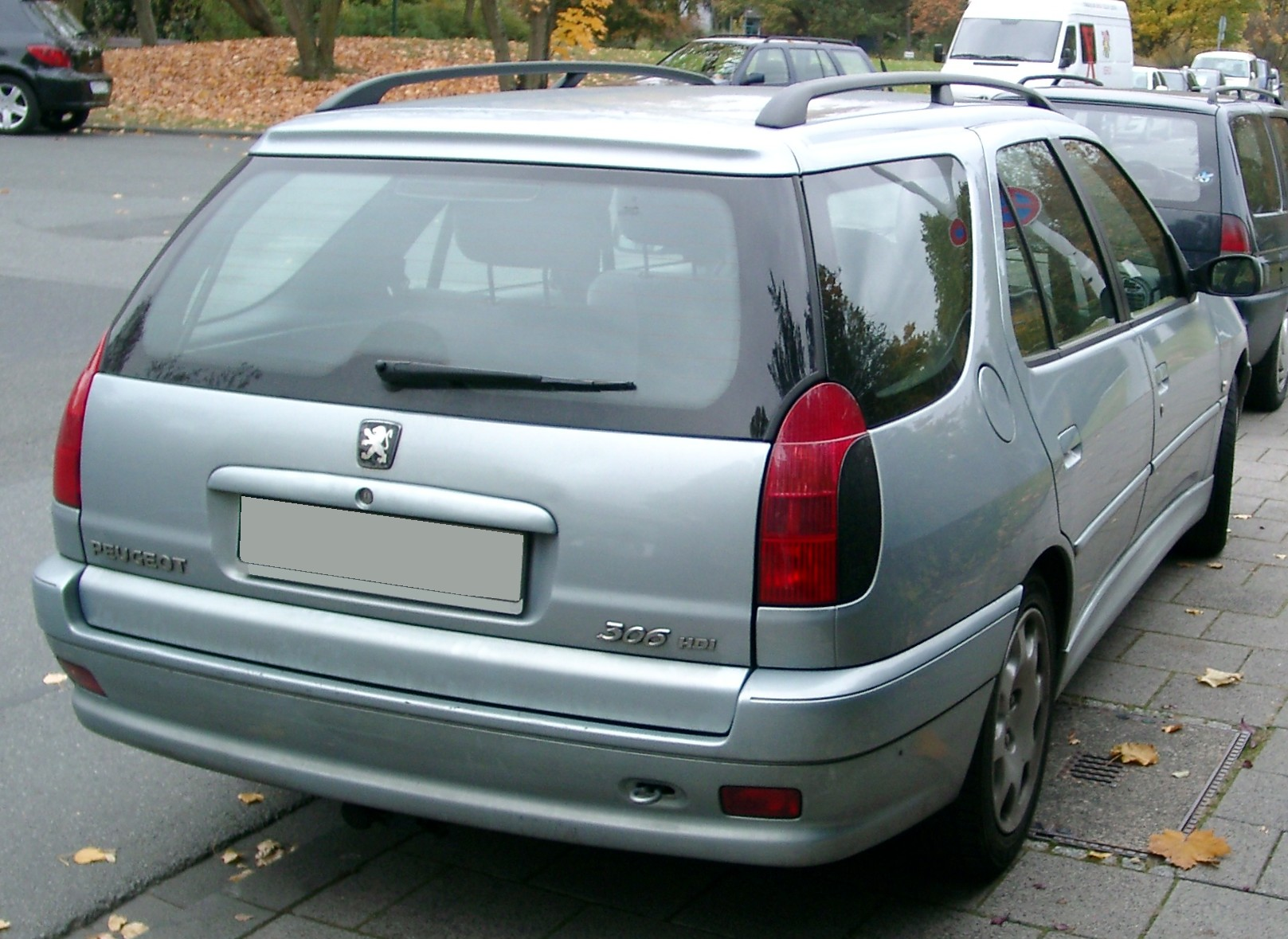
Peugeot 306 Break
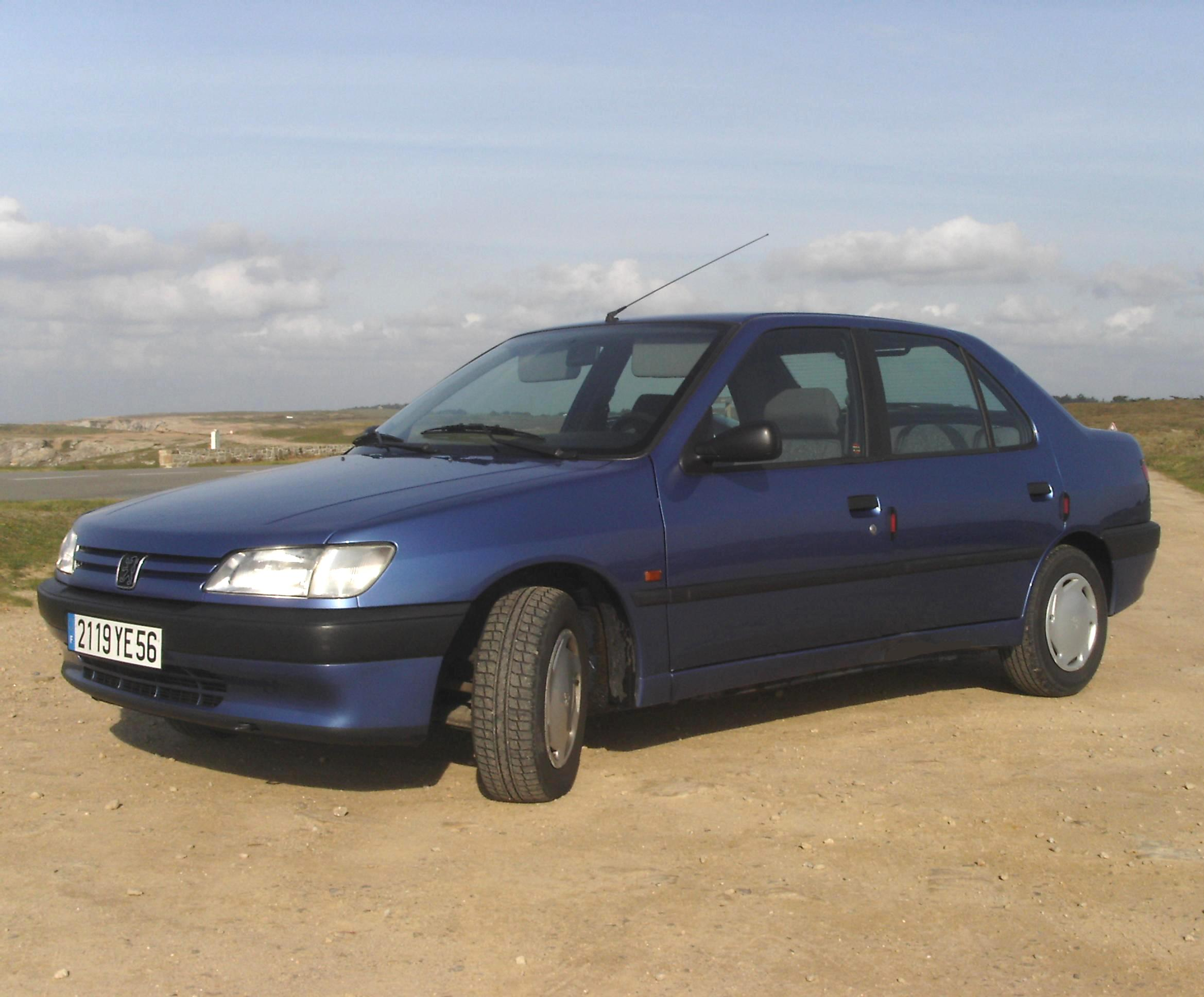
Peugeot 306 Sedan
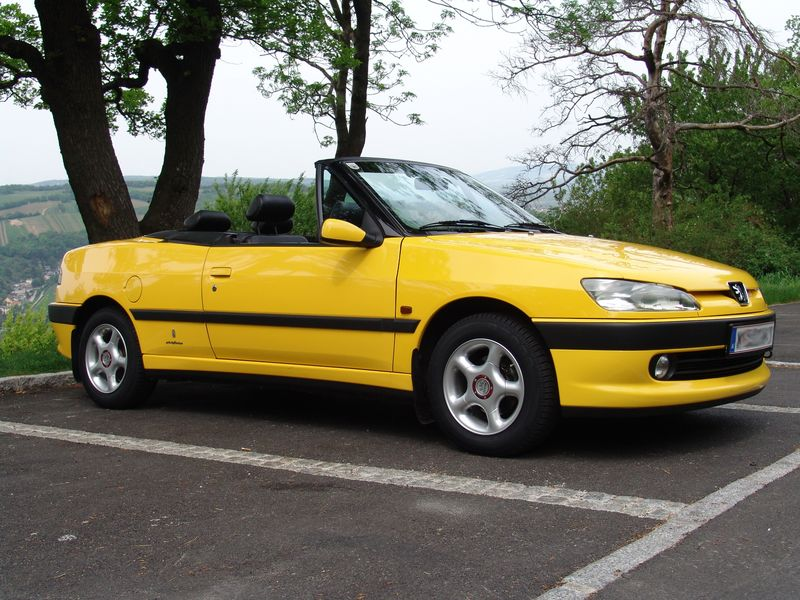
Peugeot 306 Cabriolet

## Verze S16
Představila se v roce 1994 a ve výrobě vydržela do roku 2002. Jako jeden z mála vozů měla samoříditelnou zadní nápravu. Na výběr byla klasická verze s omezeným výkonem na 150 HP a silnější varianta Premium o výkonu 167 koní s šestistupňovou převodovkou. Oproti sériovým verzím měla S16 patnáctipalcová kola, rozšířené blatníky, hlubší čelní masku, spojler, zrcátka, kliky a nárazníky v barvě karoserie. Po faceliftu v roce 1997 dostal vůz výraznější světlomety, které dostaly v roce 2000 čiré kryty. V témže roce se v interieru objevila imitace hliníku. Standardně byl vůz vybaven anatomickými sedadly

### Technická data
- Pohotovostní hmotnost 1215
- Motor řadový čtyřválec, 1998 cm³, dohc
- Zdvihový objem (cm³) 1998
- Výkon (kW/PS) 167 koní při 6500 ot/min
- Točivý moment (Nm) 193 Nm při 5500 ot/min
- 0–100 km/h (s) 8,8
- Nejvyšší rychlost (km/h) 220

## Motory

### Zážehové
- 1,1 l, 44 kW, 60ps, 1994
- 1,4 l, 55 kW, 75ps, 1993
- 1,4 l, 55 kW, 75ps, 1994
- 1,6 l, 65 kW, 88ps, 1993

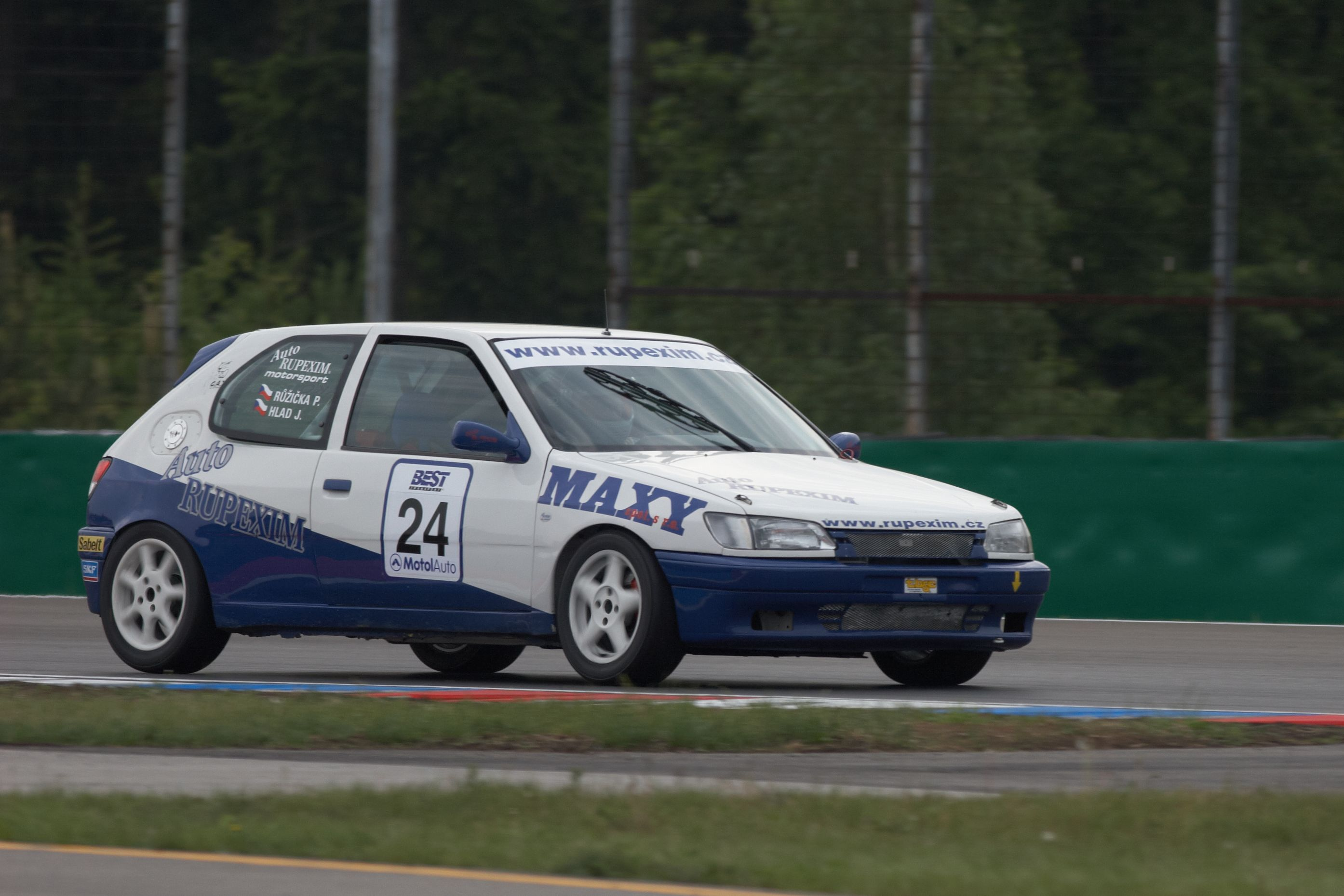

- 1,6 l, 72 kW, 8V, 1999 model Break (EHS/ES č. 1999/102A)
- 1,8 l, 74 kW, 100ps, 1993
- 1,8 l 16V, 81 kW, 110ps, 1999
- 2,0 l, 89 kW, 121ps, 1994
- 2,0 l 8V, 90 kW, 132ps, 1994, model XSi
- 2,0 l 16V, 97 kW, RFV
- 2,0 l 16V, 110 kW, 1994-1997, model S16 (motor XU10J4)
- 2,0 l 16V, 114 kW, 1994-1997, model S16 (motor XU10J4Z)
- 2,0 l 16V, 120 kW, od 1997, model S16 (motor XU10J4RS)

### Vznětové
- 1,8 l, 43 kW, 58ps
- 1,9 l, 47 kW, 68ps, 1993
- 1,9 l, 51 kW, 69ps, 1997
- 1,9 l, 66 kW, 90ps, 1993
- 2,0 l, 66 kW, 90ps, 1999

## Závodní verze
Pro závody rallye byla vyvinuta verze 306 MAXI. Ta dosahoval značných úspěchů. Nahrazena byla vozem Peugeot 206 S1600. S tímto vozem závodil například Jean-Louis Schlesser.

### Peugeot 306 Maxi

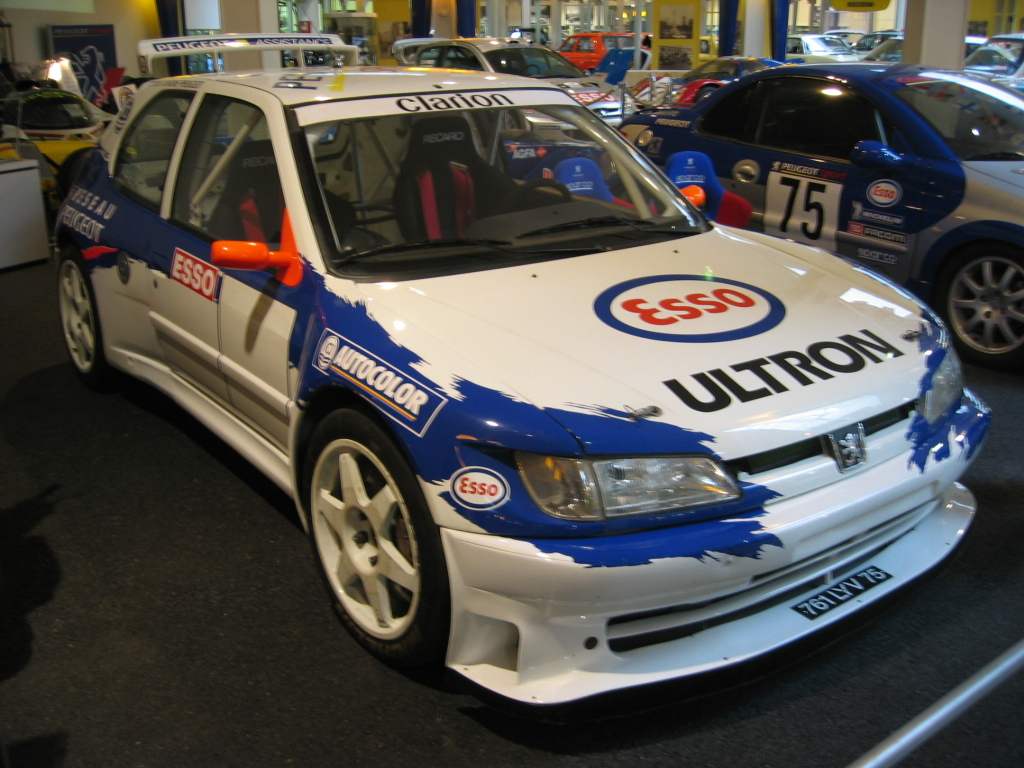
Tovární Peugeot 306 Maxi

Peugeot 306 Maxi byl speciál určený pro rallye, který byl postaven v rámci specifikace Kit Car. Poháněl ho motor o objemu 1998 cm³ a výkonu 280 koní, který dosahoval točivého momentu 263 Nm. Celková hmotnost vozu byla 960 kg.
Automobilka Peugeot se ze závodů rallye stáhla po zrušení skupiny B a pouze připravovala typy 106. Pro návrat do vrcholné kategorie se automobilka rozhodla až po vzniku kategorie Kit Car s typem 306, který měl konkurovat vozu Renault Clio Maxi. První prototyp měl užší blatníky a decentní přítlačné křídlo, který dosahoval výkonu jen 220 koní. Sériové provedení, značně odlišné od prototypu, bylo poprvé představeno na Rally Du Alsace v roce 1995. První vozy řídili Gilles Panizzi a Doenlen. Vývoj motoru měla na starosti firma Pipo. Vstřikování paliva bylo od firmy Mageti Marelli a převodovka byl typ Xtrac. Samosvorný diferenciál ZF byl stejný jako v typu S16.

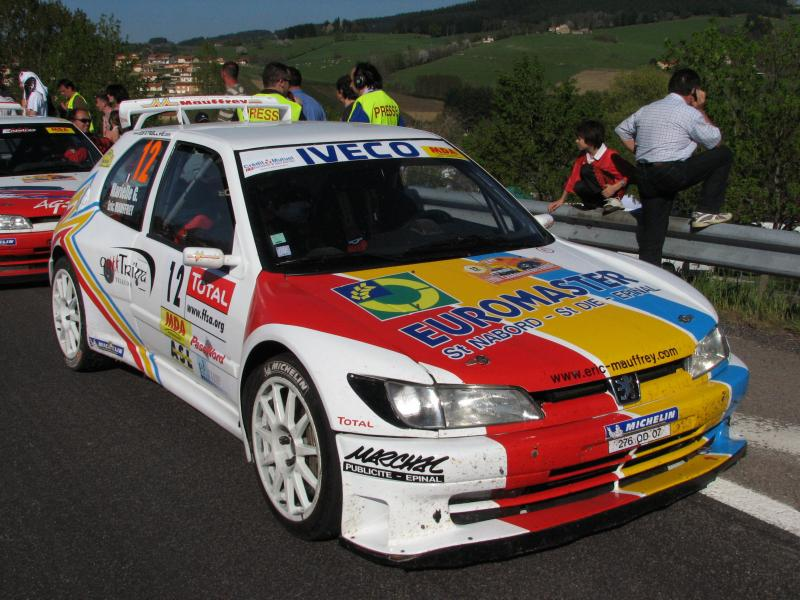
Peugeot 306 Maxi EVO 2

V roce 1996 dojel typ 306 Maxi na druhém místě na Rallye Monte Carlo, když ho pilotoval Francois Delecour a na Korsice, kde dojel druhý Panizzi. V mistrovství Francie zvítězil Paniizi a důležitá byla porážka vozů Renault Maxi Mégane. O rok později Panizzi titul obhájil. V roce 1998 představila automobilka druhou evoluci, která používala větší kola a sekvenční převodovku. Panizzi tehdy dojel třetí na Korsice a ve Španělsku, když porazil i vozy kategorie WRC. O rok později Peugeot použil nový hydraulický diferenciál a Delecour získal druhé místo na Korsice. V Mistrovství světa dvoukolek získal tým druhou příčku. Jezdci získali s těmito vozy i národní tituly v Portugalsku v letech 1997 a 1998 a v roce 1998 navíc ještě ve Švýcarsku a Belgii.